# 天鷹座96
天鷹座96，又名BD-05 5966，HD 219877、SAO 146639、HR 8868，是天鷹座的一颗恒星，视星等为5.55，位于銀經73.94，銀緯-58.94，其B1900.0坐标为赤經23h 14m 12.8s，赤緯-5° -58.94′ 15″。